# Congo Hold-up

Europees consortium voor onderzoeksjournalistiek.

Congo Hold-up is de naam van een journalistiek onderzoek naar grootschalige corruptie met overheidsgelden in de jaren 2000-2021 in de Democratische Republiek Congo, met internationale vertakkingen. Het onderzoek, dat vanaf 19 november 2021 is gepubliceerd, werd uitgevoerd door een netwerk van nieuwsorganen en organisaties voor klokkenluiders. In België en Nederland werkten De Standaard, Le Soir en NRC Handelsblad mee. De coördinatie gebeurde door de Franse nieuwssite Mediapart en het Europese consortium voor onderzoeksjournalistiek (EIC), in Afrika door het Plateforme pour les lanceurs d’alerte en Afrique (PPLAAF), en met medewerking van de Amerikaanse onderzoeksgroep The Sentry. Verder waren nog Bloomberg, BBC en de Libanese krant L’Orient-Le Jour betrokken. 

## Voorgeschiedenis
Op de index van corruptie-perceptie van Transparency International stond Congo in 2020 op de 10e laagste plaats (170/180).

### Hezbollah
Reeds in 2011 waarschuwden medewerkers van de BGFIBank Congo (DRC) voor verdachte transacties in de richting van het Libanese Hezbollah, vanuit dochterondernemingen van het Congolese bouw/voedingsconglomeraat Congo Futur. In dat jaar verschenen het bedrijf en de Libanese ondernemer Kassim Tajideen op de Amerikaanse sanctielijst.

### Lumumba Papers
In 2016 verschenen opnieuw rapporten over verdachte activiteiten rond de Congolese tak van de BGFIBank. Die waren hoofdzakelijk gebaseerd op onthullingen van een manager van de bank, Jean-Jacques Lumumba, achterneef van de vermoorde voormalige Congolese premier Patrice Lumumba. Hij trad in 2012 in dienst bij de bank, en rapporteerde in 2016 de onregelmatigheden aan zijn chef Francis Selemani,  geadopteerde broer van toenmalig president Joseph Kabila. Die zou Lumumba hebben bedreigd, waarop Lumumba uit Congo vluchtte, en ontslag nam bij de bank. Zijn onthullingen werden opgepikt door de internationale pers, onder meer Le Soir en Bloomberg News.
Vanaf maart 2017 begon PPLAAF met haar financieel onderzoek, in samenwerking met de ngo Organised Crime and Corruption Reporting Project (OCCRP) en Le Monde.

## Onthullingen

### Eerste rapport
Onderzoeksjournalisten kregen toegang tot meer dan 3,5 miljoen documenten van de BGFIBank, onder meer transacties, mailverkeer, contracten en audits.

### Opvolging
De journalisten achterhaalden dat de activiteiten van de Moerloose voortduurden na Kabila, onder het presidentschap van Félix Tshisekedi. Betalingen werden verricht op een rekening bij EcoBank in belastingparadijs Mauritius.

## Financieel netwerk rond BGFIBank Congo

### BGFIBank Congo
Het belangrijkste financiële doorgeefluik voor verduisterde fondsen was de Congolese tak van de in Gabon gevestigde Afrikaanse BGFIBank. De Congolese bankdivisie, opgericht in 2010, werd meteen door de Kabila-familie ingepalmd: Kabila’s 26-jarige zus Gloria Mteyu kreeg gratis 40% van de aandelen, en Francis Selemani werd na twee jaar bestuursvoorzitter. De bank zou, tussen 2013 en 2018, bijna 250 miljoen dollar hebben versluisd naar de entourage van Kabila, onder meer met “leningen”, valse documenten en facturen, cash-opvragingen van miljoenen dollars, en schijnconstructies om de oorsprong van het geld te verbergen. Interne audits van de bank in 2018 bevestigden tal van onregelmatigheden,  en het feit dat toezicht op sommige transacties werd geweigerd.:p. 6

### Sud Oil
Een in Congo zelf actief kanaal is het spookbedrijfje Sud Oil. Dat had beperkte activiteiten in de oliedistributie, en was in handen van de Congolese zakenman en Kabila-vertrouweling Pascal Kinduelo, die het bedrijfje in 2011 liquideerde. In 2013 herrees de firma, intussen opgekocht door – opnieuw Gloria Mteyu en Selemani’s echtgenote Aneth Lutale –  en vrijwel zonder activa of activiteiten, maar waarlangs minstens 85 miljoen dollar passeerde, via BGFIBank Congo, op weg naar medeplichtige tussenpersonen en naar de entourage van Kabila.:p. 6
Een groot deel van de verduisterde gelden is afkomstig van de Centrale Bank van Congo, het staatsmijnbedrijf Gécamines, de nationale kiesraad, het haven- en transportbedrijf, het parlement, het fonds voor de wegenbouw, en zelfs de permanente missie van Congo-DRC bij de Verenigde Naties..:p. 6

### Andere bedrijven
Bij de opgezette financiële constructies zijn ook reguliere Congolese bedrijven betrokken, en onder meer Entreprise Générale d'Alimentation (EGAL), een belangrijk voedingsbedrijf. Egal ontvangt leningen van de Congolese Centrale Bank, en vermengt legitieme met niet-legitieme financiële transacties met buitenlandse firma’s. Zowel bij EGAL als bij die buitenlandse firma’s duiken de namen op van Alain Wan en Marc Piedboeuf, zaakvoerders van aan Joseph Kabila gelinkte bedrijven en eigendommen.

### Internationale banken
Voor buiten-Afrikaanse transacties werkte BGFIBank samen met Europese en Amerikaanse banken, die optraden als correspondentbank, of waar BGFIBank-klanten rekeningen openden. Zo trad de Duitse Commerzbank op als correspondent voor de aankoop van vastgoed in Florida,:p.9 en was de Amerikaanse Citibank het doorgeefluik voor steekpenningen rond het Chinese “Sicomines-contract”.:p.4 Betalingen voor een obscure vleeshandel vanuit Nederland in 2013 wekten meermaals het wantrouwen op van betrokken internationale banken, maar werden uiteindelijk toch uitgevoerd, door onder meer Commerzbank, Deutsche Bank, en ook door Rabobank en ABN Amro.

## Internationale vertakkingen

### België
Als voormalige kolonisator was België, vaak via de Société Générale een draaischijf voor (legale) zakelijke transacties met de DRC Congo, onder meer met Union Minière, in 1967 genationaliseerd tot Gécamines. Onder het bewind van voormalig president Joseph Kabila werden financiële relaties met Belgische zakenlui voortgezet, en sommige van hen kwamen tijdens het onderzoek in het vizier. 

#### George Forrest
De Belgische ondernemer George Forrest zou 2 miljoen dollar hebben ontvangen vanuit de entourage van Kabila, voor een mogelijke overname van zijn bank BCDC.

#### Philippe de Moerloose

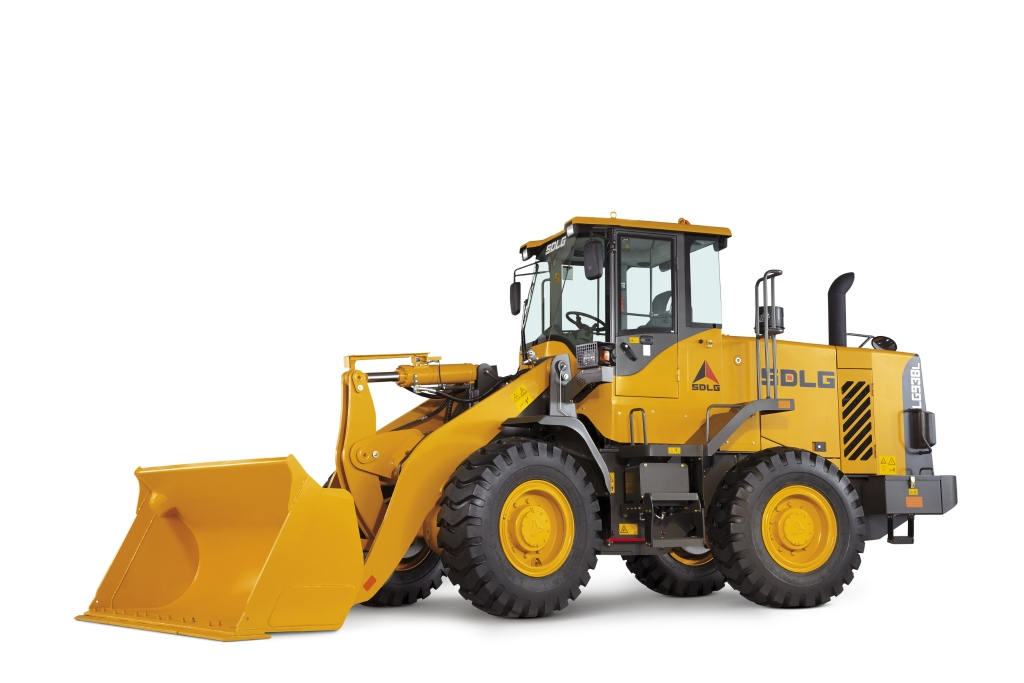
Een graafmachine van SDLG/Volvo.

De Belgische ondernemer Philippe de Moerloose, sedert lang zakenpartner van het regime-Kabila, ontving in 2013 op zijn Zwitserse rekening 12 miljoen dollar voor de verkoop aan de entourage van Kabila van een garage in Gombe, de zakenwijk van Kinshasa, waar Sud Oil zich ging vestigen. De Moerloose, een van de grootste distributeurs ter wereld van graafkranen van Volvo, werd ook “hofleverancier” van Congo voor de levering van zware machines en vrachtwagens, vaak zonder openbare aanbesteding, kwaliteitsgarantie of correcte prijszetting..Met die contracten was minstens 742 miljoen dollar staatsgeld gemoeid. Het ging onder meer om tractoren, graafmachines van SDLG en oogstcombinaties, vooral tussen 2008 en 2010. Met de levering van Russische vrachtwagens zou het VN-wapenembargo tegen Congo zijn geschonden: de voertuigen hadden officieel een civiel doel, maar doken nadien op bij het Congolese leger.

#### Semlex-paspoorten
Het Ukkelse bedrijf Semlex leverde in 2015 nieuwe biometrische paspoorten aan Congo. Die kosten Congolezen 185 dollar, een van de duurste ter wereld. Daarvan werd telkens 60 dollar overgemaakt aan LRPS, een bedrijf in de Verenigde Arabische Emiraten, kennelijk in handen van een Kabila-vertrouweling. Een financieel adviseur van Kabila ontving in 2015 700.000 dollar van twee bedrijven in de Emiraten die banden hadden met Semlex, hetgeen in België leidde tot een gerechtelijk onderzoek naar mogelijke corruptie bij het paspoortencontract.

### China
Met China kwam in 2007 het “Sicomines-contract” tot stand, een vorm van compensatiehandel met een China-Congo joint venture. De afspraak werd ook wel ‘deal van de eeuw’ genoemd, en had een waarde van 6,2 miljard dollar (5,48 miljard euro), de grootste investering ooit in Congo. Chinese partners waren de bouwgiganten China Railway Group en Sinohydro, de bouwer van de Drieklovendam. Onder het contract zouden miljoenen tonnen van de rijke koper- en kobaltertsen in de provincie Lualaba “geruild” worden voor miljardenprojecten in wegenbouw, spoorwegen, ziekenhuizen en universiteiten, waarbij de hele operatie zou worden gefinancierd door de Export-Import Bank of China. Volgens een vervolgovereenkomst uit 2008 moest Congo wel garanderen dat de mijnbouwopbrengsten alle kosten van de overeenkomst zouden dekken, anders moest Congo bijpassen. Deze voorwaarden werden heftig bekritiseerd door opposanten, en door het Internationaal Monetair Fonds, en werden in 2009 afgezwakt. Maar ook hier werden miljoenen dollars uit het buitenland afgeleid voor steekpenningen naar de Kabila-clan, vooral via het spookbedrijf Congo Construction Company (CCC). En van de grootste voordelen voor Congo, de bouw van 31 ziekenhuizen, een wegennet en een universiteit, bleek uiteindelijk weinig of niets terecht gekomen.

### Nederland
Een onderzoeksrapport uit 2013 van het Marokkaans adviesbureau Menaa Finance naar de hoge prijzen van voedingswaren in Congo vermeldt de import van minderwaardig vlees uit Nederland, opgezet door Meat Plus bv in 's-Hertogenbosch, gerund door José Lago Conrado, die betrokken was bij een proces wegens witwassen tegen Kassim Tajideen, in België in 2009.  Tajideen, die in verband wordt gebracht met Hezbollah, blijkt nog meer relaties te hebben binnen de Nederlandse vleessector. Twee van de gerelateerde bedrijven, Ovlas in Libanon en Congo Futur in Congo, komen terecht op de Amerikaanse sanctielijst.

### VS en Zuid-Afrika
Via een reeks tussenbedrijven van Selemani en diens echtgenote Lutale, en transacties van de BGFIBank Congo en internationale banken, werd luxueus vastgoed aangekocht in welgestelde buurten van Washington D.C. (Grosvenor) en Montgomery County (Maryland) in de Verenigde Staten, en in het Dainfern golf-resort in Zuid-Afrika.:p. 11 :24-28

### Zwitserland
Op 8 juli 2022 dienden drie NGO’s in Zwitserland een strafklacht in, na onthullingen van het onderzoek "Congo Hold-up" naar 19 miljoen dollar van dubieuze herkomst, die Philippe de Moerloose in 2012 en 2013 op zijn UBS-rekeningen heeft geïnd, en de "mogelijke betrokkenheid van UBS bij het witwassen van Congolese overheidsgelden”.

## Reacties
- Jules Alingete, hoofd van de Congolese Algemene Inspectie van Financiën (IGF), door president Félix Tshisekedi aangesteld om orde op zaken te stellen, noemde BGFI “een maffiabank”.[5]  Pas in januari 2021 opende de IGF een onderzoek naar de corruptie.
- De Belgische premier Alexander De Croo ‘Het is in het belang van DRC en de Congolezen zelf dat dit nu naar boven komt. Dit moet de huidige president en zijn regering helpen om vooruitgang te boeken in de strijd tegen corruptie.’[34]
- President Tshisekedi verving begin december 2021 de gehele raad van bestuur van Gecamines, inclusief voorzitter Albert Yuma, commandeur in de Belgische Kroonorde en vertrouweling van Joseph Kabila, de directeur en plaatsvervangend directeur.[35] Bij Gécamines verdwenen onder Yuma tientallen miljoenen naar bedrijven, gecontroleerd door de clan-Kabila.
- Volgens Human Rights Watch waren gerechtelijke stappen nu hoog nodig, gelet op de abjecte armoede in het land, en de verantwoordelijkheid daarvoor van corrupte overheidspersonen.[36]
- Een woordvoerder van het overheidsorgaan voor toezicht op het Sicomines-contract, noemde de aantijgingen van Congo Hold-up “een Westerse samenzwering”.[37]
- Philippe de Moerloose weerlegde de aantijgingen in een formeel recht van antwoord in De Standaard van 13 december 2021. De redactie bleef echter “onverminderd en integraal” achter haar berichtgeving staan.[38]
- Belgisch parlementslid Kathleen Depoorter (N-VA) betreurde in januari 2022 dat de onderzoeksjournalisten geen steun kregen van minister van ontwikkelingssamenwerking Meryame Kitir.[39]

## Aanbevelingen
Om mistoestanden in de toekomst te vermijden, doet onder meer The Sentry een uitgebreide reeks specifieke aanbevelingen om wetgeving en regulering strikter toe te passen of aan te vullen. De adviezen zijn gericht tot overheden in de Verenigde Staten, Zuid-Afrika, Congo en elders, en tot de banken- en vastgoedsector.:19-23